# Almodí

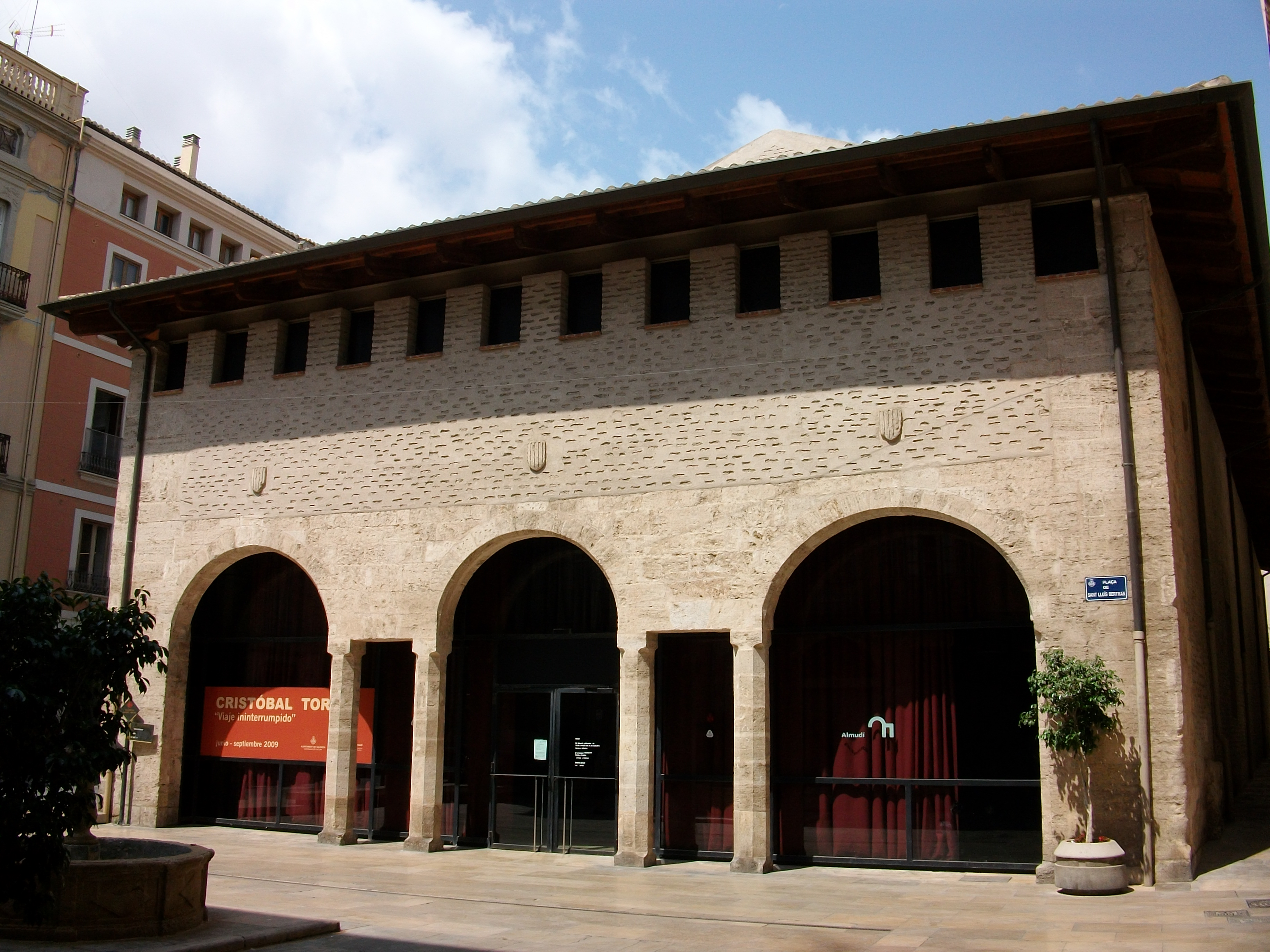
Almodí de València

Un almodí (de l'àrab al-mudí, mesura de grans) en temps medievals era una mesura d'àrids que corresponia a 6 cafissos. Per extensió també va acabar donant nom a l'edifici o indret on es conservaven els cereals i on eren venuts, el qual també era conegut com a alfòndec. També va denominar l'impost de l'almodinatge que gravava la importació i venda de cereals.